# 塞扎迪奥
塞扎迪奥（義大利語：Sezzadio），是意大利亚历山德里亚省的一个市镇。总面积33.97平方公里，人口1292人，人口密度38.0人/平方公里（2009年）。ISTAT代码为006161。